# Sjölunden
Sjölunden är en lägergård nära Bemidji, Minnesota, USA som hyser språkundervisning för främst amerikanska barn. Gården har i dagsläget inte en egen plats, utan delar utrymme med den finska motsvarigheten, Salolampi. Sjölunden är en av flera lägergårdar med språktema som drivs av Concordia Language Villages, en organisation avknoppad från Concordia College i Moorhead, Minnesota.

## Historik
Svenska språket tillkom 1975 som det sjätte språket i Concordia Language Villages. Först ut var tyskan, och av de skandinaviska språken fanns redan norskan representerad. Eftersom trakterna kring Minnesota var ett av huvudmålen för utvandrande skandinaver startades språkbyar för dessa språk relativt tidigt i förhållande till deras storlek.